# بياض الفصح

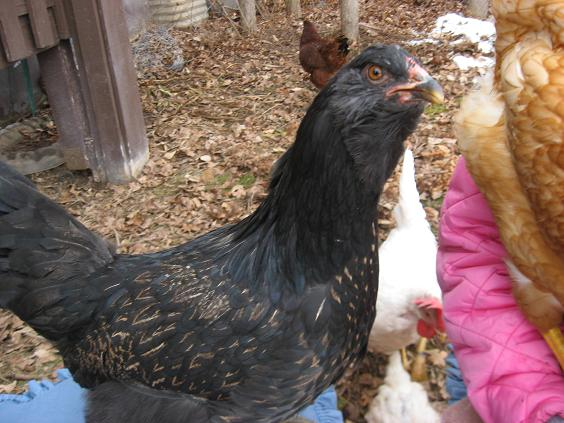
A دجاجة بياض الفصح سوداء

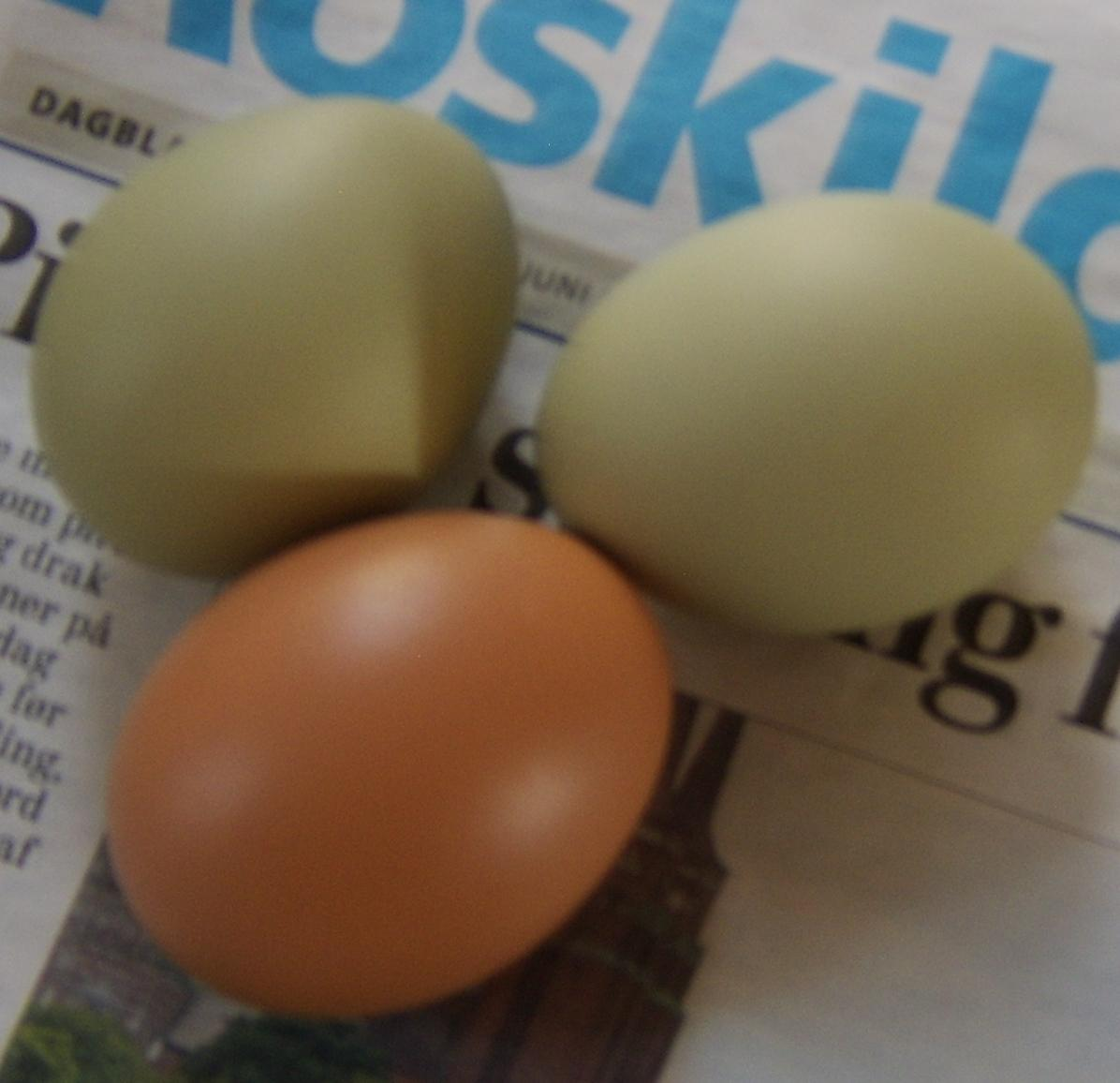
بيضة من بيض دجاج بياض الفصح مقارنة مع بيضة واحدة لدجاجة إيزا وارن من الدنمارك ISA Warren

بَيَّاض الفصح أو دجاج بياض الفصح، (بالإنجليزية Easter egger)

## التسمية
المصطلح مشتق من التسمية الأمريكية على هذا النوع من الدجاج لبيضه الملون المائل إلى الأزرق. حيث أن بياض الفصح هي أي دجاجة تمتلك جين وضع بيض بلون أزرق "البيضة الزرقاء"، ولكنها لا تلبي تمامًا أي معيار محدد ضمن مساطر جمعية الدواجن الأمريكية (APA) لمعيار السلالات. في حالة دجاج بياض الفصح البنطم (القزمي)  Egger bantams، ضمن معايير جمعية American Bantam association الجمعية الأمريكية لدواجن البنطم (القزمي) (ABA) فالاسم مشتق من تشابه بيضها الملون مع بيض عيد الفصح، ولعدة سنوات وصف معظم المهتمين ومربي الدواجن عن طريق الخطأ بيض عيد دجاج بياض الفصح على أنها بيض سلالة دجاج غالينا مابوتشي أو آروكانا آروكاناس (بالإنجليزية: Araucana)، بينما دجاج بياض الفصح هو سلالة مستقلة عن دجاج آروكانا.

## السلالة
ينحدر دجاج سلالة أراوكانا (غالينا مابوتشي) ودجاج بياض الفصح من نفس خط السلالة الأساسية (السلالة الأم) التي انتشرت عبر جميع بقاع العالم انطلاقا من تشيلي وفوكلاند. (للتوضيح عبارة مقتبسة بالإنجليزية: Foundation bloodstock or foundation stock are animals that are the progenitors, or foundation, of a new breed (or crossbreed or hybrid), or of a given bloodline within such.)

## البيضة: اللون والقشرة
بسبب العديد من السلالات التي تدخل في جينات وتطور سلالة بياض الفصح، فإن بيضاته تأتي بألوان وأنماط مختلفة. الصباغ الأوسيانين المتراكم على القشرة يأتي باللون الأزرق والأخضر وقد تأتي بالأخضر الزيتوني والبني الداكن عندما يهجن مع دجاج مارنس.
بيض دجاج بياض الفصح تتكون قشرته من طبقات قوية وممتازة. وكما ذكرنا بيضها يختلف في الظل من الأزرق إلى الأخضر وفي بعض الحالات حتى الوردي.  وهناك دجاج بياض الفصح متقاطع تهجينيا مع بعض السلالات يضع بيضا بنيّا داكنا، وعند التقاطع التهجيني مع دجاج مارنس، تخرج ذرية تضع بيضًا أخضرًا زيتونيا، ويسمى بالبيض الزيتوني.